# Maxime Seligmann
Pour les articles homonymes, voir Seligmann.
 (août 2025).
Maxime Seligmann, né le 14 mars 1927 à Paris et mort le 26 avril 2010 dans la même ville, est un médecin hématologue, chercheur, enseignant et résistant français. Il se spécialise dans l'hématologie et l'immunologie, domaine dans lequel il est un précurseur. Il s'implique vers la fin de sa carrière dans la lutte contre le sida, puis dans la bioéthique.

## Biographie
Maxime Seligmann naît le 14 mars 1927 à Paris.

### Jeunesse et études
Élève au lycée Janson-de-Sailly, il quitte Paris en raison de l'arrivée de la guerre et s'installe à Orléans. Il rejoint la zone libre et poursuit ses études à Aix-en-Provence puis à Grenoble avant de rejoindre son père en 1943 dans un réseau clandestin de la Résistance. En 1944, il obtient son baccalauréat mathématiques élémentaires. À la fin de la guerre, il est dispensé de service militaire pour faits de résistance et reçoit la croix de guerre 1939-1945 ainsi que la Légion d'honneur. Sur les conseils de Robert Debré, un ami de la famille, il entre à la faculté de médecine de Paris, devient interne des hôpitaux de Paris en 1951 et obtient son doctorat en 1955,.

### Carrière
Maxime Seligmann rejoint dans la foulée le CNRS en tant que chercheur en immunologie dans le laboratoire de Pierre Grabar au sein de l'institut Pasteur. En 1957, il devient assistant auprès de Jean Bernard à l'hôpital Saint-Louis, dans lequel il reste l'ensemble de sa carrière. Il est agrégé en 1961 et se spécialise en immuno-hématologie. Il est nommé la même année directeur du laboratoire d'immunologie de l'Institut de recherches sur les maladies du sang puis de l'Unité d'enseignement et de recherche d'hématologie de l'université Paris-VII. À partir de 1963, il est chef de service à l'hôpital Saint-Louis.
Il réussit par son travail à faire reconnaître l'immunologie comme une véritable discipline par le Conseil national des universités. En 1971, il commence à enseigner au sein de la faculté de médecine de Lariboisière-Saint-Louis en tant que professeur d'immunologie. Il devient directeur de l'unité de recherche « Immunochimie et immunopathologie » à l'Inserm, poste qu'il occupe entre 1974 et 1981, puis entre 1983 et 1987.
De 1981 à 1983, il est chargé de mission auprès de son ami Alain Savary, alors ministre de l'éducation nationale. Il dirige alors une commission chargée d'élaborer des propositions pour une réforme des études de médecine qui préconise entre autre la mise en place d'une année commune aux médecins, pharmaciens et dentistes aboutissant à un examen classant les étudiants. L'objectif de la « commission Seligmann » est de mettre fin au taux d'échec important qui prévaut jusqu'alors.

### Retraite
Il met fin à ses activités de recherche à l'Inserm, au CNRS et à Paris-VII en 1988, puis à ses fonctions hospitalières à l'hôpital Saint-Louis en 1993, avant de quitter Paris-VII et de prendre sa retraite en 1996. Il continue de s'intéresser aux questions médicales de son temps et prend des responsabilités dans des organisations de recherche scientifique et de lutte contre le sida. Il dirige entre 1989 et 1993 l'Agence nationale de recherches sur le sida. À partir de 1988 et jusqu'en 1997, il prend la tête du réseau européen chargé des essais cliniques visant à combattre le sida et coordonne l'essai Concorde portant sur l'AZT.
Son expertise est reconnue par ses pairs et il occupe un rôle importante dans la mise en place des politiques de santé et dans la définition de l'éthique médicale en France. Il est ainsi expert auprès de l’Organisation mondiale de la santé et de l’Agence du médicament. Il est membre à partir de 2001 du Comité consultatif national d'éthique. Il prend à ce titre position sur les questions de son époque, comme le clonage thérapeutique ou la biométrie et s'inquiète de leurs possibles dérives,.
Il meurt à l'âge de 83 ans le 26 avril 2010 à Paris.

## Reconnaissance
Il est membre d'honneur de l'Association of American Physicians (en) et du Royal College of Pathologists (en). Au début des années 2000, il est parrain d'une promotion d'étudiants en médecine à Brest.
Lors de sa leçon inaugurale au Collège de France, Alain Fischer le cite comme étant un des « médecins visionnaires et constructeurs de la médecine hospitalo-universitaire française ».

### Décorations
Officier de la Légion d'honneur
 Croix de guerre 1939-1945
 Commandeur de l'ordre national du Mérite